# Kakskerta

Kakskerta f.d. kommuns vapen

Kakskerta (gammalt, utdött svenskt namn Kaxbyrita ö ) är en före detta kommun, som sammanslogs med Åbo stad år 1968. Kakskerta består av ett antal öar, däribland huvudöarna Kakskerta och Satava. Öarna är nu stadsdelar i Åbo med ett invånarantal på 633 (Kakskerta) resp. 764 (Satava) 2004-12-31 .

## Byar och platser
På ön Satava fanns byarna Arduka, Höyttinen, Hännälä och Kaivonen (nuv. Kaivoinen). På Kakskerta fanns byarna Möllby, Naula och Penilä 
I Kakskerta ligger bergen Kulho klint (finska: Linnavuori) och Nunneberget (finska: Nunnavuori).

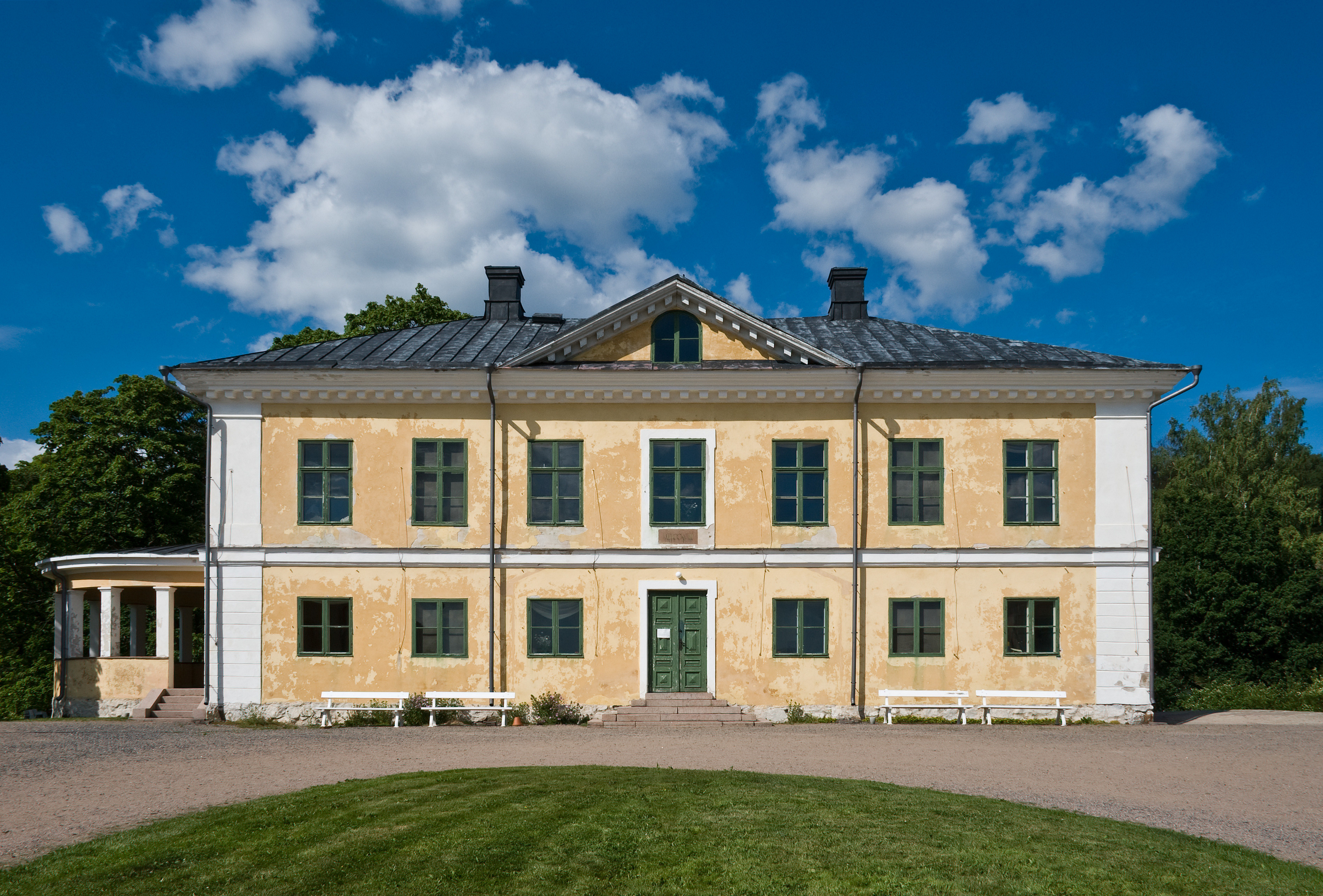
Brinkhalls gård

Egendomen Brinkhall på Kakskerta har anor från 1500-talet och räknas som en nationellt betydande kulturhistorisk miljö. Huvudbyggnaden från 1790-talet hör till de första byggnaderna i nyklassisk stil i Finland. Egendomen är också känd för sina trädgårdar. Det historiska TV-dramat Hovimäki inspelades på Brinkhall. Åbo stad sålde egendomen till Stiftelsen för kulturarvet i Finland år 2001.
I Möllbyn anlade Margareta Elisabet Björman 1821 ett pappersbruk för Frenckellska tryckeriets behov.
Åbo och S:t Karins kyrkliga samfällighet har lägergårdar på Kakskerta och Satava, Senaps respektive lägergårdarna på Erikvalla udde.
Kakskerta kyrka ligger på en udde mot Kirkkosuntti, där den lätt nåddes med kyrkbåt från skärgården. Tillstånd att bygga kyrkan erhölls av kungen 1693, men dåliga tider hindrade projektet. Ett nytt tillstånd erhölls 1764. Trots att man vanligen byggde träkyrkor vid denna tid uppfördes kyrkan i sten. Numera är kyrkan en av tre i Martins församling.
Paasikiviopisto, en samlingspartiet närstående folkhögskola, verkar på Kakskerta, invid Harjattula golfplan.